# Anders Åkesson (centerpartist)
Anders Ingemar Åkesson, född 28 november 1958 i Åby församling, Kalmar län, är en svensk politiker (centerpartist). Han var ordinarie riksdagsledamot 2006–2022, invald för Kalmar läns valkrets.
Åkesson har arbetat som utbildningsledare i Studieförbundet Vuxenskolan. Han var 2003–2006 ordförande i Regionförbundet i Kalmar län.
Åkesson var riksdagsledamot 2006–2022. I riksdagen var han vice ordförande i trafikutskottet 2018–2022 och dessförinnan ledamot i samma utskott 2010–2018. Åkesson var ledamot i kulturutskottet 2006–2010, ledamot i krigsdelegationen 2010–2014 och riksdagens valberedning 2018–2022. Han var även suppleant i bland annat civilutskottet, kulturutskottet, utrikesutskottet, ledamotsrådet och riksdagens valberedning.
Den 9 juli 2015 blev Åkesson uppmärksammad då det i massmedia framgick att hans körkort dragits in efter upprepade fortkörningar.
Anders Åkesson är yngre bror till Roland Åkesson, mångårigt centerpartistiskt kommunalråd i Mönsterås kommun.